# الشرف (الضالع)
الشرف هي إحدى قرى الجمهورية اليمنية. تتبع جغرافيا لمحافظة الضالع وإداريًا لمديرية الشعيب. يبلغ تعداد سكانها 1174 نسمة حسب الإحصاء الذي أجري عام 2004.